# Karl Schricker
Karl Schricker (* 4. Dezember 1912 in Förstenreuth; † 22. September 2006 in Bayreuth) war ein deutscher Maler und Grafiker.

## Leben und Werk
Schon während seiner Volksschulzeit schickte ihn der Vater in der Freizeit zum Kunstmaler Max Schaffner nach Münchberg in die Lehre. Es folgte der Besuch der Realschule in Bayreuth und der Oberrealschule in Hof. Um in der Kunstschule aufgenommen zu werden, musste Schricker einen erlernten praktischen Beruf nachweisen. „So wurde ich Modelleurvolontär in der Porzellanfabrik Hertel, Jakob & Co., GmbH, Rehau/Bayern, von 1930 bis 1932“, schildert er in seinem Lebenslauf.
1932 trat er in die Staatsschule für angewandte Kunst (spätere Akademie der Bildenden Künste) in Nürnberg ein. Der Direktor der Akademie erkannte Karl Schrickers Fähigkeiten und setzte ihn in die Fachklasse Freie Graphik und Malerei – Schricker selbst „[wollte] in Verkennung seiner Hauptbegabung die Plastiker-Klasse besuchen“. Seine Arbeiten wurden bei den Aufnahmeprüfungen als die besten Leistungen bewertet, so dass er die – eigentlich obligatorische – Einführungsklasse überspringen konnte. Seine Lehrer  waren die Professoren Karl Dotzler (1874–1956) und Friedrich Heubner (1868–1974).
In den frühen 1930er Jahren erhielt Karl Schricker den schulischen Auftrag einer Studienreise an die Nordsee, um dort in einer Serie von Zeichnungen Die Entwicklung des Segelschiffs darzustellen. Kurz darauf finanzierte man ihm noch eine Fahrt, um Monumentale Stätten deutscher Arbeit künstlerisch zu charakterisieren mit Motiven in Berlin, Kiel, Lübeck, Rostock und Stettin. 1937 erfolgte die Ernennung zum Meisterschüler. 1939 erhielt Schricker den Albrecht-Dürer-Preis der Stadt Nürnberg.
Wie bei vielen anderen Künstlern, bildete der Krieg auch bei Karl Schricker eine Zäsur. Jedoch konnte seine Einberufung zum Militärdienst 1940 seinen Schaffensdrang nicht zügeln. Als Melder bei der Infanterie war er in Russland eingesetzt. Während dieser Zeit zeichnete und skizzierte er seine Eindrücke und seine Erlebnisse auf Blöcke und Papier. Das Ende des Zweiten Weltkrieges erlebte er in Berlin. Von dort aus schlug er sich allein bis Glietz an das östliche Elbufer durch, wo er bei einem Bauern mehrere Wochen unterkam. Als eine Handverletzung stationär behandelt wurde, bestand die Gefahr, in sowjetische Gefangenschaft zu geraten. Um das zu vermeiden, brachte ihn eine Krankenschwester bei Nacht und Nebel über die Elbe. „Später schlich er bei Falkenstein in Strümpfen zwischen den russischen Posten über die bayerische Grenze“. und gelangte so zu seinen Eltern nach Oberfranken.
1947 erhielt er Aufträge zur Ausgestaltung von Kirchen und Wirtshäusern sowie für Buchillustrationen (Die gute Erde, Der Verwünschte und Der Schimmelreiter). Ab 1948 betätigte sich Karl Schricker als Industriegrafiker in der Porzellanfabrik Rosenthal. 

1951 heiratete er Thea Schricker, geb. Pülz (gest. 1996). Von dieser Zeit an lebte er (bis 1997) in Redwitz.
1975 schied er bei Rosenthal aus und arbeitete fortan als freischaffender Künstler.
1997 erfolgt der Umzug nach Bayreuth, wo er im September 2006 starb.
Karl Schricker stellte regional und überregional aus. In der Wahl der Maltechnik variierte Schricker. So gibt es neben Mischtechniken und Tuschezeichnungen auch Aquarelle und Ölbilder. Oft verwendete er für seine Arbeiten Großformate. Insbesondere bei Werken, die sein Kriegserleben darstellen, wird „seine franko-japanische Präzision des Striches [gerühmt]“, wie es in der Kulturwarte (1970: 85) zu Schrickers Werk Abgestellt (Mischtechnik, 100 × 82 cm) heißt. Vereinzelt erstellt Schricker auch Skulpturen.

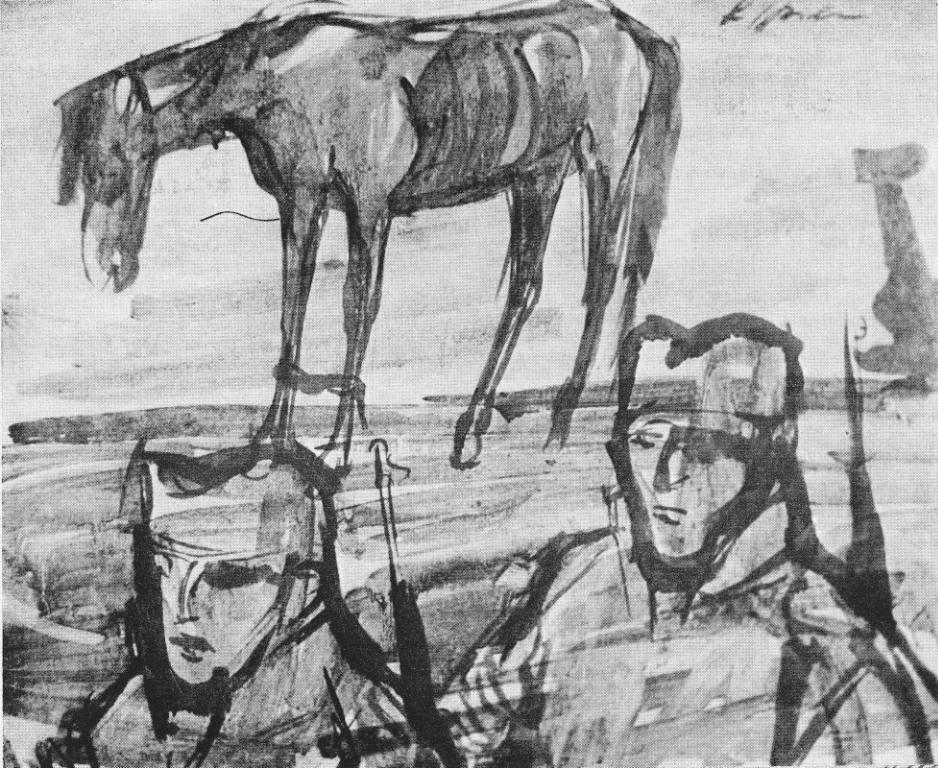
Karl Schricker: Abgestellt

Das dargestellte Motiv kreist oftmals um das Tier, „weil mein Interesse schon seit frühester Jugend der Beobachtung in hingebungsvoller Weise den Tieren, sowohl den domestizierten wie vor allem denen der freien Wildbahn gegolten hat und natürlich auch heute noch gilt“. Mit tiefschürfenden Gedanken versuchte er, sowohl seine Tierliebe als auch die Ängste um die Kreatur malerisch darzustellen.
„Seine Kunst ist dem Lebendigen, dem Noch-Lebendigen verschrieben'“.

## Ausstellungen
Werke Karl Schrickers wurden sowohl in Einzel- als auch in Gruppenausstellungen gezeigt.
Zu nennen sind hier exemplarisch die Orte Bamberg, Bayreuth, Berlin, Bischofsgrün, Bonn, Coburg, Erlangen, Graz, Hof (Saale), Kulmbach, Marktredwitz, München, Passau, Selb und Würzburg.

## Mitgliedschaften
- 1964 war Schricker Gründungsmitglied der Künstlergruppe „Gruppe Nordfranken“.
- 1967 wurde er in den Bund Fränkischer Künstler aufgenommen und beteiligte sich in der Folge an zahlreichen Ausstellungen.
- 1969 erfolgte die Aufnahme Schrickers in den Berufsverband Bildender Künstler.

## Ankäufe
Werke von Karl Schricker befinden sich unter anderem im Besitz von:
- Bezirk Oberfranken
- Stadt Bamberg
- Stadt Bayreuth
- Stadt Kulmbach
- Bayerische Staatsgemäldesammlung / Staatliche Graphische Sammlung (München)
- Landbauamt Nürnberg
- Staatsbibliothek Bamberg
- Landwirtschaftsministerium Bonn